# Płonka (dopływ Osławy)
Płonka – potok, lewobrzeżny dopływ Osławy o długości 12,39 km.
Potok płynie we wschodniej części Beskidu Niskiego i wschodniej części Pogórza Bukowskiego. Jego źródła znajdują się na wysokości ok. 660 m n.p.m., w głębokiej dolince na północnych stokach Kamienia. Spływa początkowo w kierunku północnym, a od dawnej wsi Przybyszów – w kierunku północno-wschodnim, oddzielając właściwe Pasmo Bukowicy od jego przedłużenia – pasemka Połońskiego Wierchu (zwanego też Szerokim Łanem) i Rzepedki. Wypływając na tereny pogórskie, koło Karlikowa skręca szerokim łukiem ku wschodowi, a omijając od północy obecne zabudowania Płonnego, ku południowemu wschodowi. U podnóży wzgórza Dilec (474 m n.p.m.) skręca pod kątem prostym ku północnemu wschodowi i na wysokości 379,7, tuż poniżej dawnej wsi Kożuszne uchodzi do Osławy.
Tok potoku jest kręty, koryto nieuregulowane. Z obu brzegów przybiera liczne, drobne dopływy, z których najważniejsze lewobrzeżne to Horiwka spod Tokarni i Babny spod Żurawinki (oba wpadają w Płonnej), a prawobrzeżny – Wyzbór spod Rzepedki. W przeszłości jego wody napędzały koła młyńskie w Płonnej (od której wziął nazwę) i Kożusznej.